# László Somogyi
László Somogyi (hongarès: Somogyi László)  (Budapest, 25 de juny de 1907 - Ginebra, 20 de maig de 1988) va ser un director d'orquestra hongarès.
László Somogyi va estudiar a l'Acadèmia de Música de Franz Liszt amb Zoltán Kodály i Leó Weiner, fins a graduar-se el 1935 i inicialment va treballar com a violinista. El 1935 va prendre classes de direcció a Brussel·les amb Hermann Scherchen. Després de la Segona Guerra Mundial el 1945, va ser nomenat juntament amb el director general de Ferenc Fricsay de l' Orquestra Metropolitana de Budapest, ara Orquestra Simfònica de l'Estat Hongarès. Després es va convertir en director principal de l'Orquestra de la Radio Hongria, va dirigir l'Orquestra Simfònica de Budapest i va ensenyar composició ja el 1949 a l'Acadèmia de Música de Franz Liszt. També va fer aparicions especials en la òpera de Budapest. Somogyi va rebre el 1951 el Premi Kossuth.
Després de la Revolució hongaresa de 1956, va emigrar cap a l'oest. De 1964 a 1969 va dirigir l'Orquestra Filharmònica de Rochester a l'estat nord-americà de Nova York. Després es va traslladar a Ginebra i va continuar treballant com a director convidat amb diverses orquestres.